# Projecte d'urbanització

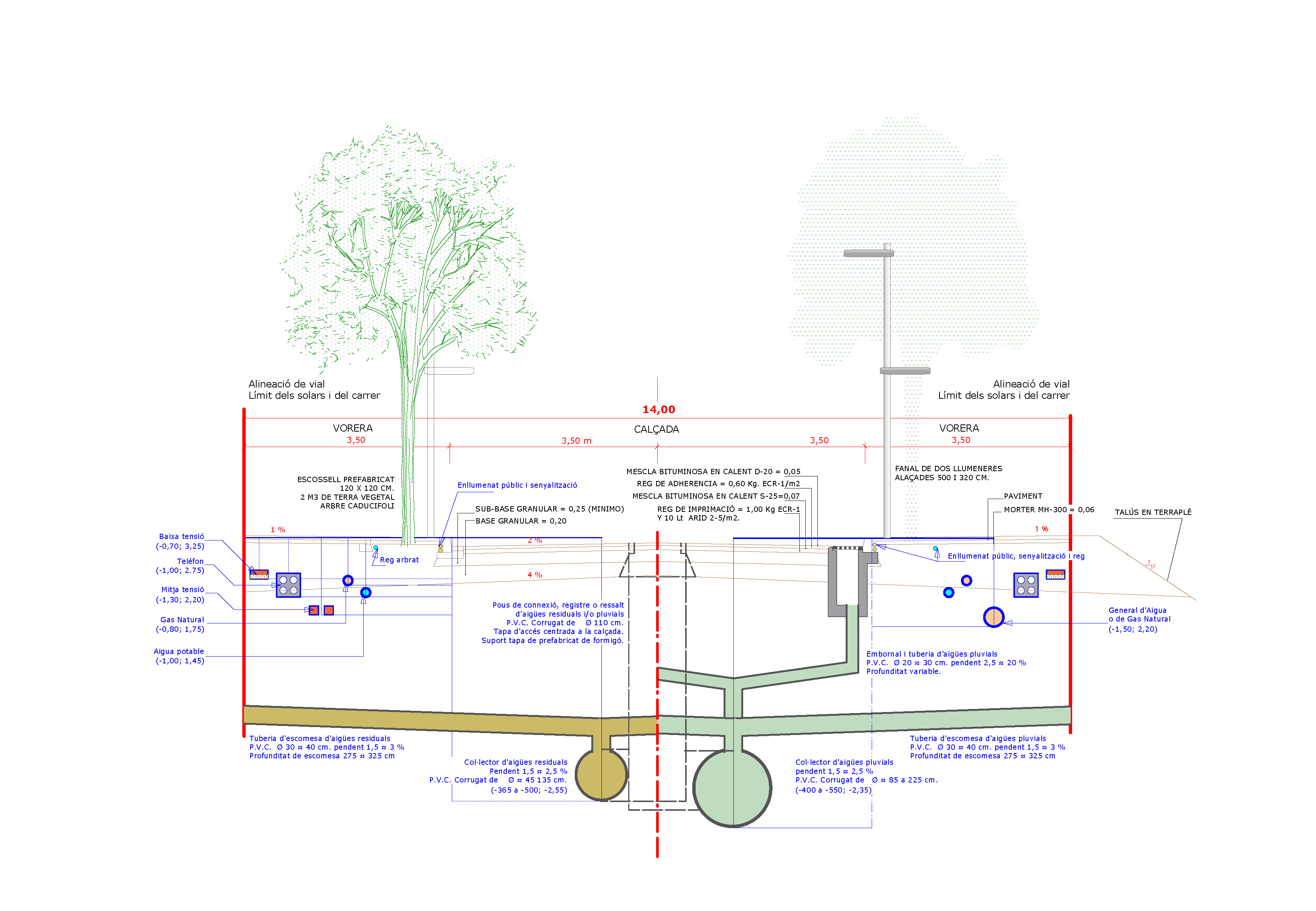
Secció tipus d'un projecte d'urbanització, amb sistema de clavegueram separant les aigües residuals de les de pluja. Serveis d'aigua potable, electricitat a mitja i baixa tensió, gas natural, telefonia, enllumenat públic, arbrat i reg.

El Projecte d'urbanització és un document tècnic de planejament urbanístic, que no és altra cosa que el projecte executiu de les obres d'urbanització d'un carrer, plaça, polígon, sector, barri, etc.
Projecte d'urbanització és el document que defineix la proposta urbanística en el nivell de més detall, indica com seran els carrers i les places, així com les zones verdes, els talussos o marges de protecció, etc., també defineix com i de quina manera s'estructuren els serveis urbans soterrats o aeris com: el clavegueram, els subministraments d'aigua, gas i electricitat, tant de baixa com de mitja i sovint, també d'alta tensió, el telèfon i altres xarxes de telecomunicacions, etc.
Si bé els instruments de planejament superior o de referència d'un projecte d'urbanització, com els plans parcials o especials ja indiquen i, freqüentment, esquematitzen els serveis urbanístics, tot determinant alguns dels seus paràmetres, no és fins que es redacta i s'aprova el projecte d'urbanització que les obres a realitzar resten definides per tal que puguin ser executades.
Els projectes d'urbanització principalment es fan per concretar les obres d'urbanització dels nous polígons, però el fet que encara hi hagi urbanitzacions antigues en les quals els carrers, o no es van urbanitzar mai i s'ha de fer ara, o van ser objecte d'una urbanització deficient que s'ha de reformar, acosta el projecte d'urbanització al ciutadà corrent, inexpert en el tema que a més, ha contribuir econòmicament a les obres, mitjançant les «Contribucions especials» o la inclusió en una Unitat (o polígon) d'Actuació Urbanística. El mateix es pot dir de la urbanització o la reforma parcial o total de la que existeix en una població, o la vianalització dels centres històrics o comercials, etc.
El projecte d'urbanització no pot canviar l'aprofitament urbanístic, ni les alçades dels edificis, ni les amplades de carrer ni les rasants fonamentals dels carrers i places ni, en general, les determinacions que corresponen a un instrument de planejament urbanístic superior (principi de jerarquia normativa).
Donat que les seves determinacions no tenen, en general, la rellevància jurídica i econòmica dels altres instruments de planejament urbanístic sovint és menystingut com un document secundari, la qual cosa s'ha de considerar un greu error, sobretot en les àrees urbanes consolidades, ja que el projecte d'urbanització indica que hi haurà al davant les cases, quina amplada tindran les voreres, com seran les vorades, els guals, els fanals i les papereres, etc. de tota la urbanització.